# Iocaste (Mond)
Iocaste (auch Jupiter XXIV) ist einer der kleineren äußeren Monde des Planeten Jupiter.

## Entdeckung
Iocaste wurde am 23. November 2000 von Astronomen der Universität Hawaii entdeckt. Sie erhielt zunächst die vorläufige Bezeichnung S/2000 J 3.
Benannt wurde der Mond nach Iokaste, der Mutter des Ödipus aus der griechischen Mythologie. 

## Bahndaten
Iocaste umkreist Jupiter in einem mittleren Abstand von 21.269.000 km in 631 Tagen und 12 Stunden. Die Bahn weist eine Exzentrizität von 0,216 auf. Mit einer Neigung von 149,4° gegen die lokale Laplace-Ebene ist die Bahn retrograd, d. h., der Mond bewegt sich entgegen der Rotationsrichtung des Jupiter um den Planeten. 
Aufgrund ihrer Bahneigenschaften wird Iocaste der Ananke-Gruppe, benannt nach dem Jupitermond Ananke, zugeordnet.

## Physikalische Daten
Iocaste besitzt einen Durchmesser von etwa 5 km. Ihre Dichte wird auf 2,6 g/cm³ geschätzt. Sie ist vermutlich überwiegend aus silikatischem Gestein aufgebaut und weist eine sehr dunkle Oberfläche mit einer Albedo von 0,04 auf, d. h., nur 4 % des eingestrahlten Sonnenlichts werden reflektiert. Ihre scheinbare Helligkeit beträgt 21,8m.